# Mairan (cratère)
Mairan est un Cratère d'impact lunaire situé sur de la face visible de la Lune au nord de l'Oceanus Procellarum. Il se situe au sud-est du cratère Louville et à l'ouest du Sinus Iridum et de la Mare Imbrium. Le cratère Mairan n'est pas particulièrement érodé par les cratères d'impacts et son contour est bien visible. L'intérieur du rebord retombe sous forme de terrasses. Le cratère satellite « Mairan T » a une forme de dôme lunaire avec un petit craterlet à son sommet. Au sud-ouest part une crevasse, dénommée Rima Mairan et qui se prolonge sur une centaine de kilomètres.
En 1935, l'Union astronomique internationale lui a attribué le nom de Mairan en l'honneur du mathématicien et astronome français  Jean-Jacques Dortous de Mairan.

## Cratères satellites

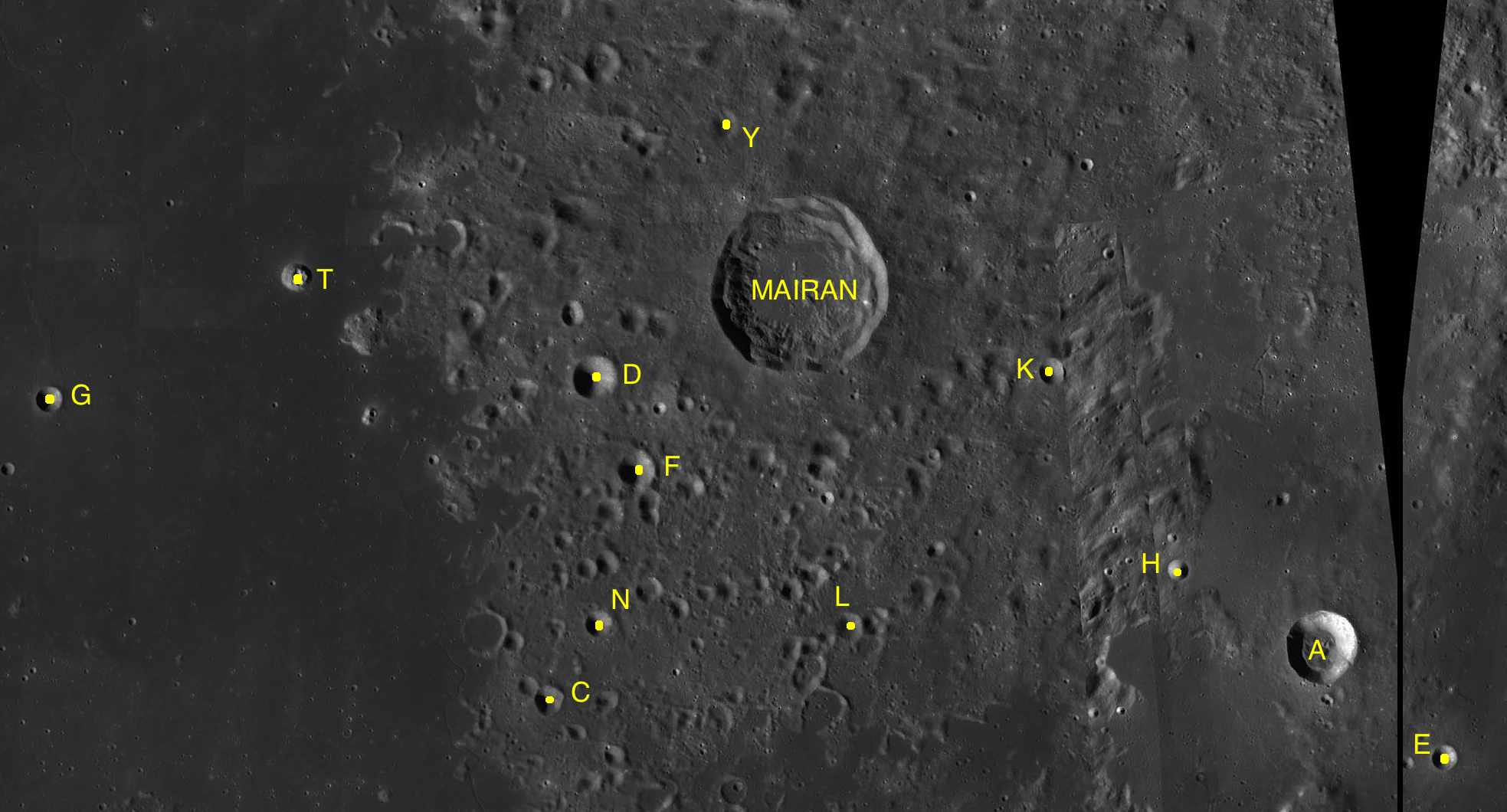
Carte des cratères satellites de Mairan.

Par convention, les cratères satellites sont identifiés sur les cartes lunaires en plaçant la lettre sur le côté du point central du cratère qui est le plus proche de Mairan.
| Mairan | Latitude | Longitude | Diamètre |
| ------ | -------- | --------- | -------- |
| A      | 38.6° N  | 38.8° W   | 16 km    |
| C      | 38.6° N  | 46.0° W   | 7 km     |
| D      | 40.9° N  | 45.4° W   | 10 km    |
| E      | 37.8° N  | 37.2° W   | 6 km     |
| F      | 40.3° N  | 45.1° W   | 9 km     |
| G      | 40.9° N  | 50.8° W   | 6 km     |
| H      | 39.3° N  | 40.0° W   | 5 km     |
| K      | 40.8° N  | 41.0° W   | 6 km     |
| L      | 39.0° N  | 43.2° W   | 6 km     |
| N      | 39.2° N  | 45.5° W   | 6 km     |
| T      | 41.7° N  | 48.3° W   | 3 km     |
| Y      | 42.7° N  | 44.0° W   | 7 km     |